# Medaile Za zásluhy o budování okresu Český Krumlov

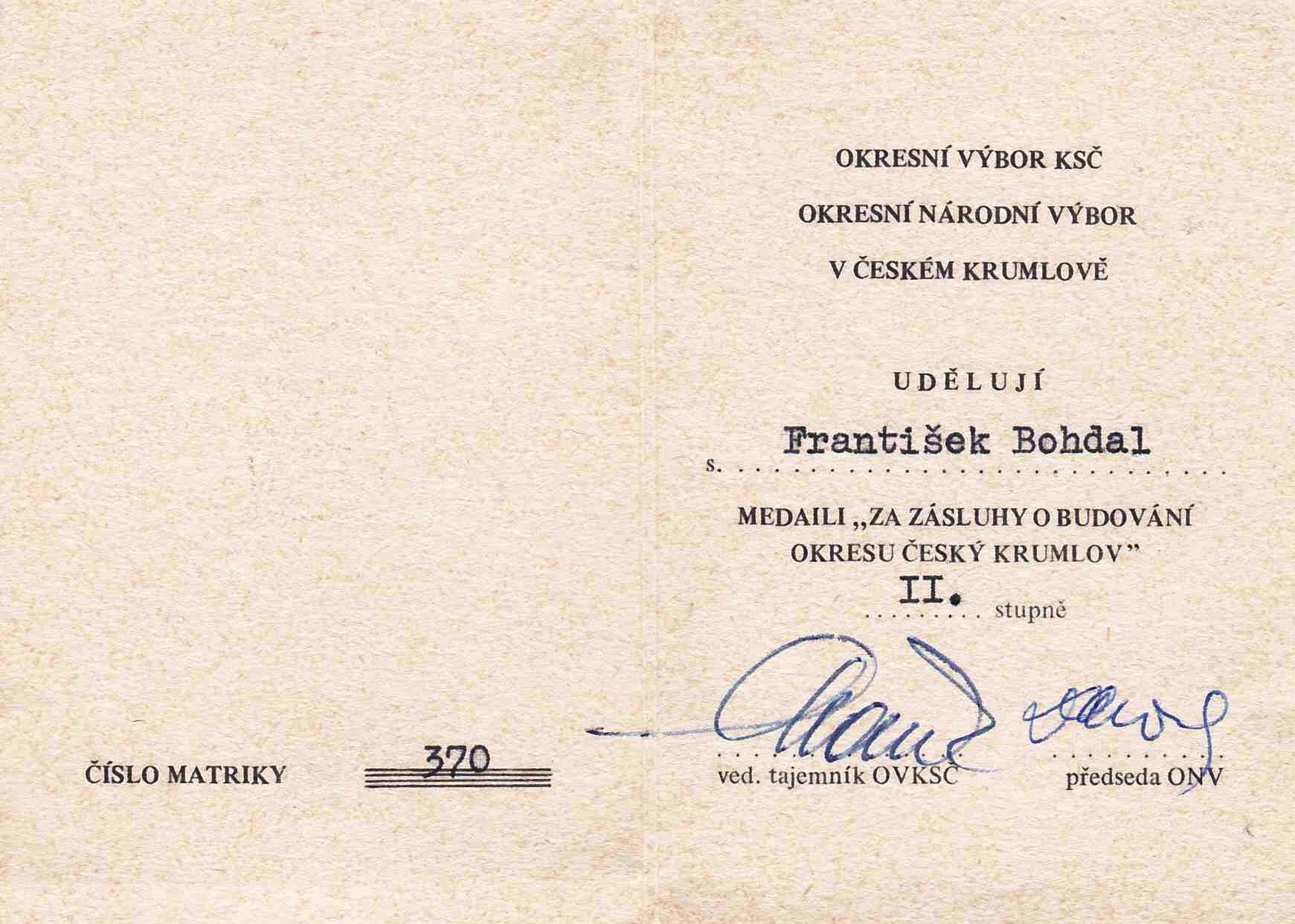
Udělovací listina k medaili Za zásluhy o budování okresu Český Krumlov.

Medaile Za zásluhy o budování okresu Český Krumlov bylo vyznamenání udělované Městským národním výborem v Českém Krumlově. 

## Podoba vyznamenání
Medaile existovala ve dvou třídách. II. třída byla ražena bronzu, I. třída byla ražena ze stříbra. Udělovala se osobám, které se významnou měrou zasloužily o rozvoj okresu Český Krumlov. Medaile má nepravidelný tvar o průměru 35 mm. Zavěšena je na tmavě rudé stuze. Vyznamenaný obdržel spolu s medailí dekret.  

### Avers
Přední strana vyobrazuje jako ústřední motiv zámek a zámeckou věž v Českém Krumlově, na pozadí je mapa okresu Český Krumlov. V dolní části vlnovky symbolizující řeku Vltavu. Dále obsahuje motivy jako ozubená kola a obilné klasy. 

### Revers
Zadní strana obsahuje nápis Za příkladnou práci pro socialismus. Obsahuje motivy jako srp, kladivo a pěticípou hvězdu.

## Zrušení vyznamenání
Po zrušení národních výborů medaile přestala být udílena. 

## Významní držitelé
- Joan Brehms – divadelní architekt, scénograf a malíř, autor původní koncepce otáčivého hlediště v Českém Krumlově [1]